# Eslovenia en los Juegos Olímpicos de Lillehammer 1994
Eslovenia estuvo representada en los Juegos Olímpicos de Lillehammer 1994 por un total de 22 deportistas que compitieron en 3 deportes.  
El portador de la bandera en la ceremonia de apertura fue el esquiador Jure Košir.

## Medallistas
El equipo olímpico esloveno obtuvo las siguientes medallas:
| Nombre        | Deporte      | Competición |
| ------------- | ------------ | ----------- |
| Oro           |              |             |
| —             |              |             |
| Plata         |              |             |
| —             |              |             |
| Bronce        |              |             |
| Jure Košir    | Esquí alpino | Eslalon M   |
| Alenka Dovžan | Esquí alpino | Combinada F |
| Katja Koren   | Esquí alpino | Eslalon F   |